# Bazilika Marijinega rojstva, Klosterneuburg
Samostanska cerkev v Klosterneuburgu v Spodnji Avstriji, je avguštinska kanonska samostanska cerkev v Klosterneuburgu, je nekdanja triladijska bazilika s prečno ladjo. V 17. stoletju so jo preuredili v dvoransko cerkev. Današnji videz je dobila do leta 1890. Ima romansko poreklo z gotskimi dodatki, v notranjosti je v baročnem slogu. 
Rimskokatoliška verska stavba je 24. septembra 1936 od  papeža Pija XI. dobila apostolsko pismo Inter praeclara pietatis in s tem dobila status bazilike minor., je tudi dekanatska cerkev (dekanija Klosterneuburg) in župnijska cerkev (samostanska župnija Klosterneuburg). Posvečena je Marijenemu rojstvu. 

## Gradnja
Predhodnica samostanske cerkve je bila dokumentirana 1108 in se omenja kot Marijina cerkev. Temeljni kamen za samostansko cerkev je bil položen 12. junija 1114. Položil ga je ustanovitelj, Babenberžan, mejni grof Leopold III. (kasnejši svetnik). Posvetitev triladijske bazilike s prečno ladjo in tremi polkrožnimi apsidami in stolpom na presečišču prečne ladje, je potekala leta 1136.
Pozno v 14. stoletju je predstojnik Peter I. Lenhofer začel graditi jugozahodni stolp.
V prvi fazi barokizacije med 1634-1645 po zasnovi arhitekta Andrea Rettija (1634-1635), Johanna Jakoba Spaza (1636-1637) in Giovanni Battista Carloneja (od 1638), je bil leta 1636 odstranjen osrednji stolp, zgrajen 1638-1644 severni stolp in gotizirana romanska ladja. Dve stranski ladji sta se znotraj spremenili v baročno dvoransko cerkev s stranskimi kapelami. V drugi fazi barokizacije 1680-1702 je ladja dobila visoko baročne freske Johanna Georga Greinerja in štukature Domenica Piazzole. V tretji fazi in končni je bil v obdobju 1723-1730 povečan prezbiterij, barokiziran in opremljen s štukaturami Santino Bussija, kot tudi fresko Marijinega vnebovzetja v kupoli, Johanna Michaela Rottmayrja.
V letih 1882-1892 so arhitekt in stolnični gradbeni mojster Friedrich von Schmidt, arhitekti Martin in Josef Schömer in kiparji Karl Schwiefert in Franz Erler cerkev obnovili in delno predelali. Med drugim je bila delna prenova zunanjosti glavne in prečne ladje ter kora. Poleg tega je bil jugozahodni stolp delno porušen in obnovljen spodaj na podlagi višine in oblike severovzhodnega stolpa, ki se je tudi obnovil (prekrit, dodani neogotski okrasni elementi).
- Pogled na cerkev z juga
- Notranjost
- Prezbiterij
- Stropne freske v ladji, Greiner (1689-95)

## Oprema

### Glavni oltar
Čudovit romanski Verdunski oltar je bil kot glavni oltar leta 1714 odstranjen in nadomeščen z monumentalno, baročno apsido. Naredil jo je salzburški kamnosek Sebastian Stumpfegger, oblikoval pa Matthias Steinl iz različnih barvnih marmorjev v letih 1725-1728. Oltarna slika Johanna Georga Schmidta predstavlja predanost Marije in figure rodovnika Jezusovega, kiparja (Johann) Franza Casparja († 1728).

### Drugi oltarji
V stranskih kapelah v ladji je šest marmornih stenskih oltarjev (desno oltarji Ane, Filipa in Mihaela, levo Avguština, Sebastjana in Barbare), narejeni med 1689-1697 bratov Johanna Baptista mlajšega in Johanna Petra Spaza († 1695 ) iz Linza. Oltarne slike so deloma od Petra Strudla.
Oltar Petra in Pavla na severovzhodu in oltar svete Afre v jugozahodni kapelici prečne ladje. Oba oltarja sta marmorna stenska oltarja iz poznega 17. stoletja.
Neogotska edikula je oltar v Marijini kapeli v južnem stolpu v nadstropju s pozno gotskim Marijinim kipom in oltar v spovednici v severovzhodnem stolpu v pritličju.

### Orgle
Samostanska cerkev ima dvoje orgel.
Glavne orgle imajo tri manuale s 35 registri in 2179 cevmi.  Nareje so bile v letih 1636-1642 in prihajajo iz delavnice Freundt v Passau. Visok tridelen korpus je bil narejena s strani mizarjev Jacoba Koflerja in Konrada Schmidta. Bogata rezbarijo so izdelali Michael Schmidt, Georg Gemelich in Max Preyer z delno uporabo rezbarije prejšnjih orgel. Manuali so bili leta 1984 in 1990 obnovljeni, delo švicarskega orglarskega mojstra Kuhn Ltd. 
Te orgle so največji in najbolj pomemben spomenik iz 17. stoletja v Srednji Evropi. Mednarodni solisti so posneli z njimi koncerte s specialnim zvokom (koncertni zvok a' = 476 Hz) in srednji ton.
Druge orgle, ki se imenujejo zborovske orgle je zgradil dunajski dvorni graditelj orgel Anton Pfliegler. Ohišje je oblikoval kipar Christoph Helfer. Leta 2005 so dobili nove orgle, kupljene od izdelovalca Kuhna pod navedbo vzdrževanje in nameščene v ohišje. 